# Gehälteraffäre
Die Gehälteraffäre beschäftigte im Jahre 1993 bundesweit die deutschen Medien sowie den Landtag von Sachsen-Anhalt.
Hintergrund war, dass an den Ministerpräsidenten von Sachsen-Anhalt, Werner Münch (CDU), und an die vier aus dem Westen kommenden Regierungsmitglieder Werner Schreiber, Horst Rehberger, Hartmut Perschau und Hans-Jürgen Kaesler angeblich überhöhte Gehälter ausgezahlt worden seien. Es ging um Zulagen zur Besitzstandswahrung. Im Ganzen wurden nach einer Aufstellung des Finanzministeriums den Ministern über 834.000 Mark zu viel gezahlt. Münch wurde vorgeworfen, in Sachsen-Anhalt sein Gehalt weiter auf Westniveau bezogen zu haben.
Am 28. November 1993 traten Münch und sein gesamtes Kabinett zurück. 1998 stellte das Oberverwaltungsgericht des Landes Sachsen-Anhalt fest, dass Münch seine Einkünfte rechtmäßig empfangen hatte.
Der Gehälteraffäre wird auch der Absturz der FDP in der Wählergunst im Jahre 1994 mit zugeschrieben.